# Новобураново
Новобура́ново (рос. Новобураново) — село у складі Усть-Калманського району Алтайського краю, Росія. Адміністративний центр та єдиний населений пункт Новобурановської сільської ради.

## Населення
Населення — 812 осіб (2010; 1153 у 2002).
Національний склад (станом на 2002 рік):
- росіяни — 96 %